# Spital Öhringen

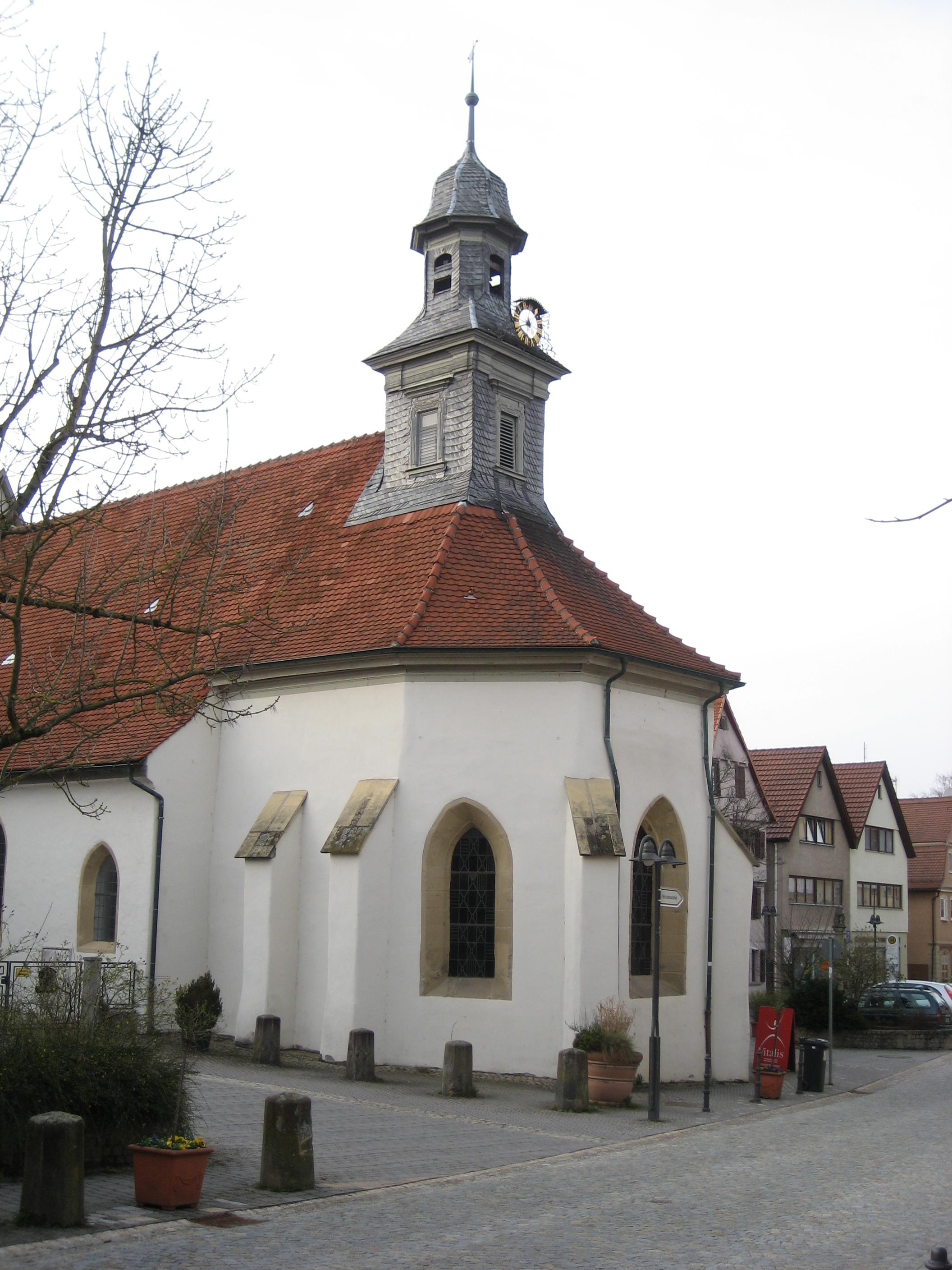
Spitalkirche in der Altstadt

Das Spital Öhringen ist eine Einrichtung zur Unterstützung Armer, Gebrechlicher und Kranker in Öhringen und Umgebung. Gestiftet wurde das Spital im Jahr 1353 durch das Haus Hohenlohe. Die Stiftung besteht bis heute.

## Geschichte
Mit Erlaubnis des Stiftsdekans und des Stadtpfarrers vom 18. Juli 1353 gründete Anna von Hohenlohe ein Spital. Die Gründung zu Ehren der heiligen Anna und der heiligen Elisabeth mit Kapelle, Kaplanei und Friedhof bestätigte 1354 der Würzburger Bischof Albrecht II. von Hohenlohe. Das Spital sollte Arme, Gebrechliche und Heimatlose aufnehmen und wurde in geistlicher Hinsicht direkt dem Bischof unterstellt. Das Recht zur Berufung der Geistlichen, das Patronatsrecht, erhielt die Stifterfamilie. Die wirtschaftliche Existenz des Spitals wurde durch zahlreiche Schenkungen von Grundstücken und Einkünften sowie Spenden gesichert. Das Spital konnte mehrere Höfe gewinnbringend verpachten. Der erste Standort des Spitals befand sich innerhalb der Stadtmauern an der Stelle der ehemaligen Synagoge, ist jedoch heute nicht mehr bekannt. Aufgrund der ungünstigen Lage wurde ein Neubau vor den Stadtmauern geplant. Am 15. Juni 1376 konnte die neue Kapelle des Spitals (Spitalkirche St. Anna und Elisabeth) in der Altstadt (in antiqua civitate) geweiht werden. 1377 wurden alle Privilegien auf diesen Neubau übertragen. Das Spital entwickelte sich zu einem bedeutenden Grundbesitzer und zu einer wichtigen sozialen Einrichtung für Öhringen und die Umgebung. 
Das Spital war kein Krankenhaus, sondern sollte Alten und Gebrechlichen einen gesicherten Lebensabend ermöglichen. Durch den Erwerb eines Pfründbriefes, in dem das Spital als Universalerbe eingesetzt wurde, konnte ein Platz im Spital erkauft werden. Dabei gab es reiche obere und arme untere Pfründen. Diese unterschieden sich beim Wohnkomfort und beim Essen. Frauen und Männer wurden unterschiedslos aufgenommen, die Zahl der Frauen überwog jedoch meist. Die noch erhaltenen Pfründbriefe reichen bis 1399 zurück. 
Der gesamte, auf zahlreiche Orte inner- und außerhalb von Hohenlohe verteilte Spitalbesitz wurde 1509 auf Anregung des späteren Bauernführers Wendel Hipler erstmals in einem Gültbuch verzeichnet.  
Um 1710 wurde eine dritte Klasse von Pfründen eingeführt. Zu dieser Zeit lebten 28 Pfründner im Spital, mehr konnten aus Platzgründen nicht untergebracht werden. Auch außerhalb des Spitals wohnende Pfründner erhielten mit der Einführung der neuen Klasse Naturalleistungen.

## Mediatisierung
Die Stiftung wurde nach der Mediatisierung 1806 der staatlichen Aufsicht unterstellt. Zu diesem Zeitpunkt besaß das Spital 151 7/8 Morgen Acker, 56 Morgen Wiesen, 3 7/8 Morgen Garten, 9 3/4 Morgen Weinberge und 198 Morgen Wald. Das Kapital betrug 28.742 Gulden. Mit der Ablösungsgesetzgebung entfielen ab 1848 die Zehnterträge, die Naturalverpflegung der Pfründner wurde dadurch deutlich aufwendiger. Statt eines geplanten Neubaus wurden Ackerland und Wälder zur Verpachtung erworben.

## Spitalgebäude

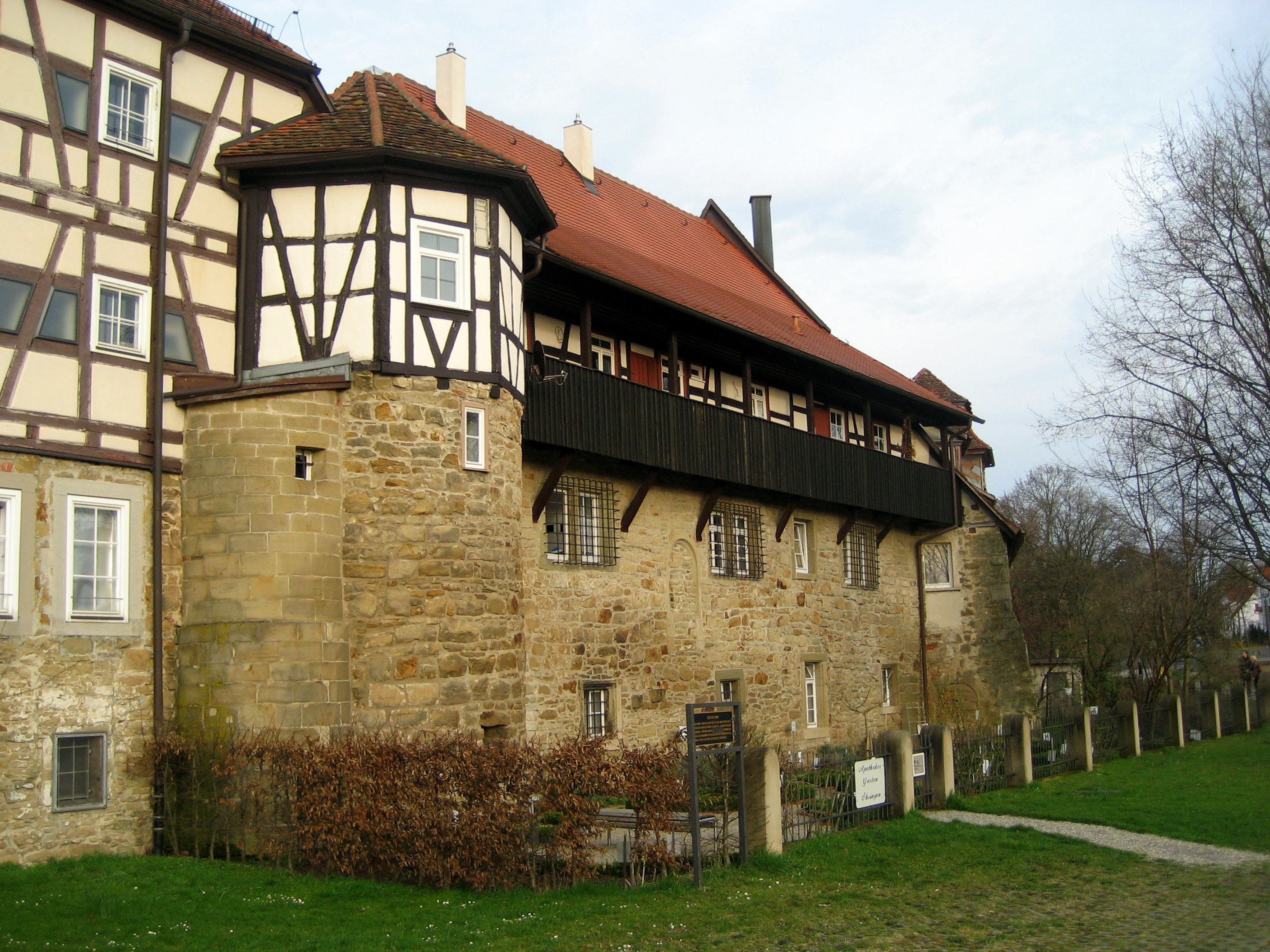
Spitalgebäude in der Öhringer Altstadt

Bei der Einweihung 1376 bestand das Spital aus der einschiffigen Spitalkirche, deren Chor noch erhalten ist, dem daran anschließenden Pfründner- und Verwaltungshaus, dem Back- und Metzelhaus sowie separaten Stall- und Scheunengebäuden. Mit Ausnahme der Kirche waren alle Gebäude um den Spitalhof gruppiert. 
Um 1900 wohnten noch zwei Pfründnerinnen und ein Spitaldiener in den Gebäuden. Die Spitalverwaltung begann mit dem Verkauf des Spitalbereichs. Die Spitalkirche wurde 1940 an die katholische Kirchengemeinde verkauft, die große Scheune im Jahr 1942 an die Stadt.  Diese richtete dort ihren Bauhof ein. Der gesamte Komplex wurde bereits 1926 in das Verzeichnis der Baudenkmale aufgenommen.
Die eigentlichen Spitalbauten dienten von 1910 bis 1939 als Wanderarbeitsstätte und als Obdachlosenasyl. Von 1922 bis 1929 dienten die Gebäude als Jugendherberge, später als Unterkunft für Kriegsgefangene. Nach dem Zweiten Weltkrieg richtete die Spitalverwaltung in den Gebäuden Wohnungen ein.

## Spital heute
Als Stiftung besteht das Spital weiterhin. Die Nachfolger der Fürsten zu Hohenlohe bestellen die Verwalter der Stiftung und haben das Recht, diejenigen Personen auszuwählen, denen Pfründen aus dem Vermögen der Stiftung ausgezahlt werden. Diese Personen müssen bedürftig und unbescholten sein und in einem Ort wohnen, der bis 1806 der Landeshoheit der Fürsten zu Hohenlohe unterstand. 1976 wurden vom Haus Hohenlohe-Öhringen 87 Pfründen vergeben, von den hohenlohischen Häusern Langenburg, Waldenburg und Bartenstein jeweils 29 Pfründen. Empfänger sind heute meist Bürger, die nur eine kleine Rente erhalten. Zur Zahlung stehen die Einnahmen aus der Vermietung und der Verpachtung von Gebäuden und Grundstücken und die Zinsen aus dem Kapitalvermögen zur Verfügung sowie der Reinerlös aus dem Holzeinschlag und die Jagd- und Fischereipacht. 
Nach dem Zweiten Weltkrieg spielte die Spitalverwaltung in Öhringen eine wichtige Rolle als Grundbesitzer, da sie zahlreiche Grundstücke in und um Öhringen besaß. Zahlreiche Unternehmen in den Industriegebieten der Stadt siedelten sich auf Grundstücken der Spitalverwaltung an. Viele dieser Grundstücke überließ und überlässt die Stiftung nach dem Erbbaurecht, um im Besitz der Grundstücke zu bleiben.